# Coupe du monde de pentathlon moderne 2013
Navigation
2012 2014
La coupe du monde de pentathlon moderne 2013 se déroulera entre le 20 février 2013 à Palm Springs (États-Unis) et le 2 juin 2013 à Chengdu (Chine). La compétition est organisée par l'Union internationale de pentathlon moderne.
Cette compétition est composée de 4 manches et 1 finale. Les différentes villes qui accueillent l'évènement sont par ordre chronologique Palm Springs (États-Unis), Rio de Janeiro (Brésil), Chengdu (Chine), Budapest (Hongrie), puis Novgorod (Russie).

## Résultats

### Hommes
| Date            | Lieu           | Gagnant            | Second            | Troisième           |
| 20 février 2013 | Palm Springs   | Aleksander Lesun   | Ádám Marosi       | Joseph Evans        |
| 20 mars 2013    | Rio de Janeiro | Ádám Marosi        | Deniss Čerkovskis | Valentin Prades     |
| 17 avril 2013   | Chengdu        | Pavlo Tymoshchenko | Lee Woo Jin       | Valentin Belaud     |
| 8 mai 2013      | Budapest       | James Cooke        | Ádám Marosi       | Jean Maxence Berrou |
| 2 juin 2013     | Novgorod       | Valentin Prades    | Justinas Kinderis | Ádám Marosi         |

### Femmes
| Date            | Lieu           | Gagnant           | Second               | Troisième       |
| 20 février 2013 | Palm Springs   | Victoria Tereshuk | Zhang Xiaonan        | Yane Marques    |
| 20 mars 2013    | Rio de Janeiro | Margaux Isaksen   | Laura Asadauskaite   | Zsófia Földházi |
| 17 avril 2013   | Chengdu        | Hanna Buriak      | Liang Wanxia         | Wang Wei        |
| 8 mai 2013      | Budapest       | Hanna Buriak      | Victoria Tereshuk    | Mhairi Spence   |
| 2 juin 2013     | Novgorod       | Victoria Tereshuk | Ekaterina Khuraskina | Hanna Buriak    |

### Mixtes
| Date            | Lieu           | Gagnant                                      | Second                                       | Troisième                                    |
| 20 février 2013 | Palm Springs   | Hongrie Ádám Marosi Leila Gyenesei           | Irlande Eanna Bailey Natalya Coyle           | Ukraine Pavlo Tymoshchenko Victoria Tereshuk |
| 20 mars 2013    | Rio de Janeiro | Russie Aleksander Lesun Ekaterina Khuraskina | Ukraine Ruslan Nakonechnyi Victoria Tereshuk | Lettonie Deniss Čerkovskis Jeļena Rubļevska  |
| 17 avril 2013   | Chengdu        | Biélorussie Raman Pinchuk Hanna Vasilionak   | Allemagne Alexander Nobis Janine Kohlmann    | Chine Han Jiahao Bian Yufei                  |
| 8 mai 2013      | Budapest       | Hongrie Ádám Marosi Leila Gyenesei           | Ukraine Pavlo Tymoshchenko Victoria Tereshuk | Allemagne Alexander Nobis Janine Kohlmann    |
| 2 juin 2013     | Novgorod       | Lettonie Deniss Čerkovskis Jeļena Rubļevska  | Ukraine Ruslan Nakonechnyi Victoria Tereshuk | Pologne Szymon Staśkiewicz Katarzyna Wójcik  |